# 上金田駅
上金田駅（かみかなだえき）は、福岡県田川郡福智町金田にある平成筑豊鉄道伊田線の駅である。駅番号はHC11。
旧方城町伊方地区の最寄り駅である。

## 歴史
- 1990年（平成2年）4月1日：開業[1]。

## 駅構造
相対式ホーム2面2線を有する複線区間にある地上駅。無人駅で駅舎はない。外部とは、下りホームはスロープと階段、上りホームは道路と直結（および階段）で結ばれ、バリアフリー対応である。

### のりば
| ホーム | 路線    | 方向 | 行先               | 備考 |
| ------ | ------- | ---- | ------------------ | ---- |
| 東側   | ■伊田線 | 上り | 田川伊田・行橋方面 |      |
| 西側   | ■伊田線 | 下り | 金田・直方方面     |      |

※案内上ののりば番号は割り当てられていない。

## 利用状況
2006年度の1日平均乗降人員は249人である。
1日の平均乗降人員は以下の通りである。
| 乗降人員推移 | 乗降人員推移 |
| 年度         | 1日平均人数  |
| ------------ | ------------ |
| 2006年       | 249          |
| 2007年       |              |
| 2008年       |              |
| 2009年       |              |
| 2010年       |              |
| 2011年       | 182          |
| 2012年       | 225          |
| 2013年       | 204          |
| 2014年       | 187          |
| 2015年       | 187          |
| 2016年       | 162          |
| 2017年       | 142          |
| 2018年       | 181          |

## 駅周辺
住宅地と農地が広がる。
- 福岡県道22号田川直方線
- 福岡県道456号金田夏吉伊田線
- 上金田保育園
- ひらばる幼稚園
- 平原団地
- 妙安寺
- 長浄寺
- 青葉中央通り
- 九州日立マクセル赤煉瓦記念館
- 日立化成オートモーティブプロダクツ
- 福智町福祉バス（伊方・上金田コース）「長浄寺前」停留所
- 西鉄バス筑豊「金田平原団地」停留所 - 田川市役所・後藤寺バスセンター方面

## その他
2018年3月14日に放送されたファミリーヒストリー（NHK総合）で「トヨダ美容室」が、IKKOの実家であると紹介された。
備考
- 「トヨダ美容室」は当駅から徒歩約1.6 km。

## 隣の駅
平成筑豊鉄道
■伊田線
金田駅 (HC10) -  上金田駅 (HC11)  - 糒駅 (HC12)